# Jacques Bienvenue
Jacques Bienvenue (* 2. Mai 1938 in Québec) ist ein ehemaliger kanadischer Automobilrennfahrer.

## Karriere
Jacques Bienvenue wurde vor allem in Nordamerika als Sportwagenrennfahrer bekannt. Seinen ersten Erfolge erzielte der Kanadier 1971, als auf einem Porsche 911 beim 200-Meilen-Rennen von Daytona der fünften Rang in der Gesamtwertung erreichte. 1969 bestritt er das 6-Stunden-Rennen von Watkins Glen. 1973 gab er sein Debüt beim 12-Stunden-Rennen von Sebring und dem 24-Stunden-Rennen von Daytona. 1973 zählten diese Langstreckenrennen auch zur Sportwagen-Weltmeisterschaft. 1975 wurde er Vierter in Daytona und erreichte mit dem zweiten Gesamtrang beim Rennen in Sebring seine erste Podiumsplatzierung bei einem großen internationalen Sportwagenrennen.
1975 kam er auch nach Europa und bestritt das 24-Stunden-Rennen von Le Mans. Als Partner von Claude Ballot-Léna wurde er Achter in der Gesamtwertung. Ende der 1970er-Jahre wechselte er in die US-amerikanische Trans-Am-Serie, wo er bis 1985 Rennen fuhr.

## Statistik

### Le-Mans-Ergebnisse
| Jahr | Team                 | Fahrzeug            | Teamkollege        | Platzierung | Ausfallgrund |
| ---- | -------------------- | ------------------- | ------------------ | ----------- | ------------ |
| 1975 | Ecurié Robert Buchet | Porsche Carrera RSR | Claude Ballot-Léna | Rang 8      |              |

### Sebring-Ergebnisse
| Jahr | Team         | Fahrzeug            | Teamkollege  | Platzierung | Ausfallgrund |
| ---- | ------------ | ------------------- | ------------ | ----------- | ------------ |
| 1973 | Marc Dancose | Porsche 911S        | Marc Dancose | Ausfall     | Defekt       |
| 1975 | George Dyer  | Porsche Carrera RSR | George Dyer  | Rang 2      |              |

### Einzelergebnisse in der Sportwagen-Weltmeisterschaft
| Saison | Team                              | Rennwagen                                  | 1   | 2   | 3   | 4   | 5   | 6   | 7   | 8   | 9   | 10  | 11  | 12  | 13  | 14  | 15  | 16  |
| ------ | --------------------------------- | ------------------------------------------ | --- | --- | --- | --- | --- | --- | --- | --- | --- | --- | --- | --- | --- | --- | --- | --- |
| 1969   | Jacques Bienvenue                 | Porsche 911                                | DAY | SEB | BRH | MON | TAR | SPA | NÜR | LEM | WAT | ZEL |     |     |     |     |     |     |
| 1969   | Jacques Bienvenue                 | Porsche 911                                |     |     |     |     |     | DNF |     |     |     |     |     |     |     |     |     |     |
| 1973   | Brumos Porsche                    | Porsche 911                                | DAY | VAL | DIJ | MON | SPA | TAR | NÜR | LEM | ZEL | WAT |     |     |     |     |     |     |
| 1973   | Brumos Porsche                    | Porsche 911                                | DNF |     |     |     |     |     |     |     |     |     |     |     |     |     |     |     |
| 1974   | Jacques Bienvenue                 | Porsche Carrera RSR                        | MON | SPA | NÜR | IMO | LEM | ZEL | WAT | LEC | BRH | KYA |     |     |     |     |     |     |
| 1974   | Jacques Bienvenue                 | Porsche Carrera RSR                        |     |     | 6   |     |     |     |     |     |     |     |     |     |     |     |     |     |
| 1975   | George Dyer                       | Porsche Carrera RSR                        | DAY | MUG | DIJ | MON | SPA | PER | NÜR | ZEL | WAT |     |     |     |     |     |     |     |
| 1975   | George Dyer                       | Porsche Carrera RSR                        | 4   |     |     |     |     |     |     |     |     |     |     |     |     |     |     |     |
| 1976   | Ludwig Heimrath senior            | Porsche Carrera RSR                        | MUG | VAL | NÜR | MON | SIL | IMO | NÜR | ZEL | PER | WAT | MOS | DIJ | DIJ | SAL |     |     |
| 1976   | Ludwig Heimrath senior            | Porsche Carrera RSR                        |     |     |     |     |     |     | DNF |     |     |     |     |     |     |     |     |     |
| 1978   | Ludwig Heimrath senior            | Porsche 935                                | DAY | SEB | MUG | TAL | DIJ | SIL | NÜR | LEM | MIS | DAY | WAT | VAL | ROD |     |     |     |
| 1978   | Ludwig Heimrath senior            | Porsche 935                                | 35  |     |     |     |     |     |     |     |     |     |     |     |     |     |     |     |
| 1980   | David Deacon Fifth Essence Racing | Porsche 911 Carrera RSR Chevrolet Corvette | DAY | BRH | SEB | MUG | MON | RIV | SIL | NÜR | LEM | DAY | WAT | SPA | MOS | ROA | VAL | DIJ |
| 1980   | David Deacon Fifth Essence Racing | Porsche 911 Carrera RSR Chevrolet Corvette | 32  |     |     |     |     |     |     |     |     |     |     |     | DNF |     |     |     |